# Augustus Addison Gould
Pour les articles homonymes, voir Gould.
Augustus Addison Gould est un conchyliologiste américain, né le 23 avril 1805 à New Ipswich (New Hampshire) et mort le 15 septembre 1866 à Boston.
Il est le fils de Nathaiel Durant et de Sally Prichard Gould. Son père est un modeste fermier également graveur, musicien et professeur de musique. Dès son jeune âge, Augustus travaille à la ferme de son père et à quinze ans, il prend en charge l’exploitation familiale.
Après des études à l’Académie Appleton de New Ipswich, il est diplômé d'Harvard College en 1825. Gagnant sa vie comme précepteur dans le Maryland. Il étudie la médecine avec James Jackson (1777-1867) et Walter Channing (1786-1876) au Massachusetts General Hospital et obtient son titre de docteur à l’école médicale d’Harvard en 
1830. Il se marie avec Harriet Cushing Sheafe en 1833 dont il aura dix enfants (seulement sept atteindront l’âge adulte).
Il commence à pratiquer la médecine à Boston et donne des cours de botanique à Harvard en 1835 et 1836. Il découvre l’histoire naturelle durant ses études et consacre ses loisirs principalement à la conchyliologie. Il participe à la fondation, en 1830, de la Boston Society of Natural Sciences dont il sera le conservateur, le secrétaire (1838-1839) et le second vice-président (1860-1866). En 1833, il traduit en anglais un ouvrage de Jean-Baptiste de Lamarck (1744-1829) sur les coquillage[Lequel ?]s sous le titre Lamarck’s General of Shells.
En 1837, Gould publie Report on the Invertebrata of Massachusetts, Comprising the Mollusca, Crustacea, Annelida, and Radiata (paru en 1841). Il y décrit environ 275 mollusques, 100 crustacés et radiés. Il réalise lui-même ses illustrations. Il contribue, par ce travail, à la popularisation de l’étude des mollusques. Gould étudie en particulier la distribution des mollusques et démontre que le Cap Cod constitue une barrière naturelle pour de nombreuses espèces. Avec Louis Agassiz (1807-1873), il signe un manuel scolaire en 1848, Principles of Zoology.
Il achève et fait paraître The Terrestrial Air-Breathing Molluscs of the United States (deux volumes, 1851-1857) qu’a laissé inachevé son ami Amos Binney (1803-1847).
Mais son œuvre la plus renommée est son catalogue (United States Exploring Expedition, vol. 12, Mollusca and Shells, 1852) décrivant les mollusques récoltés par Joseph Pitty Couthouy (1808-1864) durant son expédition de 1838 à 1842 conduite par Charles Wilkes (1798-1877). Gould y décrit 443 nouvelles espèces.
À partir de 1857, il devient médecin au Massachusetts General Hospital, fonction qu'il conserve jusqu'en 1866. C'est également en 1857 que, afin de décrire les coquillages récoltés lors d'une expédition sur les côtes du Pacifique (1853-1855), Gould vient en Europe pour y étudier diverses collections. Il publie en 1852 son Otia Conchologica : Description of Shells and Mollusks, from 1839 to 1862 qui regroupe toutes les descriptions qu'il a faites par ailleurs.
Très religieux, il est membre de l'église baptiste. Gould est le conchyliologiste américain le plus fameux de l'histoire. Il décrivit quelque 1 100 nouvelles espèces.
Il est enterré au cimetière de Mount Auburn à Cambridge au Massachusetts.